# A Szentháromság Madonnája
A Szentháromság Madonnája festett fa táblakép, Cimabue alkotása. A firenzei Uffizi képtárban található. Méretei 425x243 cm. A kép eredetileg a szintén firenzei Santa Trinita-templom számára készült, pontos elkészítési ideje ismeretlen, de biztosan a 13. század utolsó 20 évében festette Cimabue.
Szűz Máriát a Mennyek Királynőjeként ábrázolja a festményen, aki éppen bemutatja Jézust a hívők seregének. Mária és a gyermek alakja sokkal nagyobb, mint a híveké, ebben a hierarchia szabálya érvényesül. Mária egy igen nagy berakásos trónuson ül, a két oldalán látható angyalok szimmetrikusan helyezkednek el. A kép alján középen Ábrahám és Dávid látható, míg két oldalt Jeremiás és Izaiás prófétákat, akik arcukat Mária felé fordítják. A kép stílusa, az arany háttér, a ruha redőinek arannyal történt hangsúlyozása mind bizánci hatást mutatnak.